# イオンモール橿原
イオンモール橿原（イオンモールかしはら）は、奈良県橿原市に所在する日本最大級のショッピングセンターである。
地元ではかつての愛称である「アルル」の名前で親しまれている。

## 歴史・概要

### 計画の発表から開業まで
「曲川土地改良区」と「高田木材協同組合」が所有する土地に2002年（平成14年）1月23日に「ダイヤモンドシティ」が「（仮称）ダイヤモンドシティ奈良橿原ショッピングセンター」を2003年（平成15年）秋に開業することを目指すと発表したのが公式な始まりである。
この開発の準備はその約7年前から進められてきたもので、約25,000坪のうち「曲川土地改良区」が約60%、「高田木材協同組合」が約40%を所有していた。
しかし、着工が2003年（平成15年）4月28日となったため、その時点で2004年（平成16年）3月に開業予定が遅れ、実際の開業は2004年（平成16年）4月1日になった。
着工時点では、投資額を約166億円と見込んでいた。
また、建設時には18基の埋没古墳（墳丘が無く溝のみ）が発見され、曲川古墳群と名付けられた（歴史に憩う橿原市博物館・常設展示）。

### 開業
2004年（平成16年）4月1日に「ダイヤモンドシティ・アルル」として開業。
開業時点では、4階建ての店舗棟と6階建ての立体駐車場棟から成り、そのうち店舗棟は天井高が5mあり、4層の吹き抜けを持つ全長約180mのモール形式の専門店街が配置されていた。
核店舗は「ジャスコ橿原店」で、準核店舗としてワールドが新たに展開し始めていた衣料品の大型店「フラクサス」やトイザらス、スポーツオーソリティなどが出店した。
当施設は国道24号に面し、奈良県道35号橿原高取線が近隣にある場所に立地しており、自動車での来館に便利である。

### 新館の建設による大規模な増床
開業から約2年半後の2007年（平成19年）9月には早くも大規模な増床に向けた届出を行い、規模の拡大に乗り出した。
この増床は約100億円を投じて新棟を建設して延べ床面積を約64,500m2拡大し、約225,000m2とするもので、2008年（平成20年）11月25日に新装開業した。
この増床によって店舗面積は約84,000m2に拡大しており、新設された商業棟の新館に出店した115店舗と既存棟を合わせると243店舗と専門店数が大幅に増加する形となった。
そのため、衣料品や服飾雑貨、インテリア関連などの専門店が一層充実したものに成ると同時に和・洋・中が揃った飲食店街も設置されることになった。
また、この増床時には当時のイオングループのマイカルのビブレが新業態店舗として出店するなど準核店舗も新たに加わっている。
なお、この増床後の年間売上げ目標は450億円とされていた。

### 改装
増床後もユニクロやザラを入居させるなどテナントの入れ替えを行って、改装を進めた。
2010年（平成22年）4月から5月にかけて入居する店舗のうち約30%に当たる約70店を改装するなど大規模な改装を行った。
この改装時には新たな準核店舗としてギャップを導入したほか、「オペークドットクリップ」や青山商事が新たなフランチャイズ事業として「リーバイスストア」が初出店するなど8店の新規のテナントを導入した。
その後、2015年（平成27年）11月から2016年（平成28年)3月にかけて、第一期と第二期に分けて大規模な改装を行った。

第一期には、多くの要望があった都市型感度を持った地域初出店の店舗を多数導入し、近畿初出店3店舗、H&MやOLD NAVY、AMERICAN EAGLE OUTFITTERSなどの奈良県初出店31店舗を含む新規40店舗を導入。76店舗が移転・改装を実施し、合計116店舗をリニューアルした。
第二期には、3階のレストラン街を新たにフードコート「PREMIUM DINING」として改装し、核店舗のイオンもイオンスタイルへと業態を転換した。

この改装で、近畿初出店1店舗、奈良県初出店14店舗を含む新規17店舗を導入し、9店舗が移転・改装を実施。合計26店舗をリニューアルした。
2019年 (平成31年) 開店から現在まで営業していたフラクサスが1月に閉店し、同年4月からエディオンかしはら店がイオンモール橿原店のフラクサス跡に移転しオープンする。

### 第3期増床（ウエスト・ビレッジ開業）
2023年（令和5年）10月31日に、既存施設の西側に当たる11.2ヘクタールの土地に大規模な増床工事を計画していることが報道発表された。報道発表時点では開業は2024年（令和6年）秋頃、新規店舗棟や展示場を含む複数の建物が建設される予定としていた。この増床によりイオンモール橿原は西側へ大幅に拡大され、敷地面積は既存のものと比べてほぼ倍の規模となる。また、既存施設とは県道35号線をまたぐ形で接続され、計画地周囲では道路の延長も行われる。
2025年（令和7年）1月20日の発表で、増床リニューアルオープンについては同年3月1日になると発表された。増床エリアはウエスト・ビレッジと名付けられ、増床エリア内の核店舗として前年11月に「無印良品イオンモール橿原」を一時閉店していた良品計画が「世界最大の無印良品」として再出店を行った他、増床エリアはイオンモール羽生等の他モールで展開されているコンセプトと同様に平面駐車場と屋外店舗を主体とし、屋外店舗エリアの中央部に芝生広場の「noNIWA（ノニワ）」を配置する構成としている。

### 運営会社や施設名の変遷
運営会社のイオンモールがダイヤモンドシティと2007年（平成19年）8月21日に合併したことに伴い、同年9月22日に「イオンモール橿原アルル」に名称を変更した。
その後、イオンモールが運営するショッピングセンターの名称をイオンモールの後に所在地名を付ける形に統一することになったため、2011年（平成23年）10月21日に「イオンモール橿原」に名称変更された。
核店舗の「ジャスコ橿原店」は、2011年（平成23年）3月1日にイオングループの総合スーパーをイオンに店名統一することに伴って「イオン」に改称することになったため、「イオン橿原店」へ改称した。その後、リニューアルに伴って2016年（平成28年）4月20日に「イオンスタイル橿原」に改称した。
2023年（令和5年）4月21日に、1階に生鮮食品を取り扱う専門店が3つ入居し、「マルシェ ド アルル」（Marché d' Aruru）という区画となったことで、「アルル」の名称が復活した。

## 主なテナント

### 核店舗
開業当初は「ジャスコ橿原店」であったが、2011年（平成23年）3月1日に改称して「イオン橿原店」となり、さらに2016年（平成28年）4月20日に「イオンスタイル橿原」へと業態転換している。
店舗面積は約14,500m2。
奈良県内のイオングループの店舗としては早くからネットスーパーを行っており、2012年（平成24年）からは店舗近隣の数kmの範囲だけでなく、他店と合わせて奈良県内全域に配達範囲を拡大している。

### 準核店舗
- 開業時からの店舗
  - フラクサス(2019年1月閉店):約3,000m2[14]
  - スポーツオーソリティ[1]奈良橿原店
  - トイザらス[1]・ベビーザらス 奈良橿原店
  - ココカラファイン

- 2008年（平成20年）11月25日の新装開業からの店舗
  - VIVRE GÈNE橿原 - 開店当初は「橿原ビブレ」という名称であったが、2015年8月16日に橿原ビブレとしての営業を終了[32]。2015年9月19日にVIVRE GÈNEとして移転、リニューアルオープンした[33][16]
- その後の新規導入店舗
  - ユニクロ[17]
  - ZARA[17]
- 2010年（平成22年）の新装開業からの店舗
  - GAP[17]
  - オペークドットクリップ[17]
  - リーバイスストア[18]
- 2015年（平成27年）の新装開業からの店舗
  - H&M[21]
  - オールド・ネイビー[21]
  - アメリカン・イーグル・アウトフィッターズ[21]

#### TOHOシネマズ橿原
TOHOシネマズ橿原（とうほうシネマズかしはら）は、イオンモール橿原サウスモール3Fに出店しているシネマコンプレックス。
9スクリーン／1,611席（車椅子19席）を完備する。
- 経営・運営：東宝経営、TOHOシネマズ運営（2004年3月26日 - 2006年9月30日）→TOHOシネマズ（2006年10月1日 - ）

| スクリーン | 座席数 | 車椅子 | Size(m) | Size(m) | 音響設備      |
| スクリーン | 座席数 | 車椅子 | 縦      | 横      | 音響設備      |
| ---------- | ------ | ------ | ------- | ------- | ------------- |
| 1          | 394    | 3      | 6.4     | 15.4    | デジタル5.1ch |
| 2          | 304    | 2      | 5.6     | 11.6    | デジタル5.1ch |
| 3          | 213    | 2      | 5.3     | 11.1    | デジタル5.1ch |
| 4          | 107    | 2      | 3.4     | 7.3     | デジタル5.1ch |
| 5          | 119    | 2      | 3.5     | 7.5     | デジタル5.1ch |
| 6          | 119    | 2      | 3.5     | 7.5     | デジタル5.1ch |
| 7          | 119    | 2      | 3.5     | 7.5     | デジタル5.1ch |
| 8          | 143    | 2      | 3.9     | 8.2     | デジタル5.1ch |
| 9          | 93     | 2      | 3.1     | 6.7     | デジタル5.1ch |
| 合計       | 1,611  | 19     |         |         |               |

## 主な催事
- わくわく水族館:2013年（平成25年）6月25日まで開催[34]。
- 世界の昆虫&爬虫類ランド:2013年（平成25年）8月21日から9月1日まで開催。
- 長崎・原爆被災展:2013年（平成25年）8月5日まで開催[35]。
  - 奈良県橿原市立耳成小学校の6年生が原爆「リトルボーイ」や原爆ドームなどの模型を製作した[35]「耳成平和資料館」が展示された[36]。

## かつての愛称
かつての名称である「DIAMOND CITY ARURU」（ダイヤモンドシティ・アルル）と「イオンモール橿原アルル」の最後に付いていた愛称の「ARURU」（アルル）とは、英語の「Amusement(娯楽・楽しみ)」+「Restaurant(レストラン)」+「Useful(役に立つ)」+「Relax(くつろぐ)」+「for you(あなたの為のショッピングセンター)」をイメージしたものである。また、アルルとは南フランス・プロバンス地方の太陽溢れる街でもあり、当施設も光がふりそそぐ明るい空間で、人々が集い楽しむ、気持ち良い街そのものをイメージしている。

## 交通アクセス

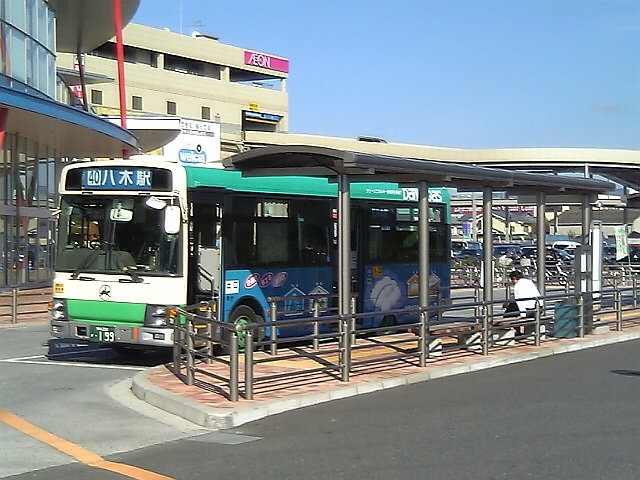
バス乗り場

### 公共交通機関
- 近畿日本鉄道

南大阪線の浮孔駅からウエスト・ビレッジまで徒歩10分、大阪線の松塚駅から徒歩20分、南大阪線の浮孔駅、坊城駅から徒歩24分。
大和八木駅、大和高田駅、高田市駅、橿原神宮前駅から奈良交通で「イオンモール橿原」バス停で下車。（所要時間約15〜23分）
- JR西日本

万葉まほろば線（桜井線）の金橋駅から徒歩6分。

### 車・バイク・自転車
- 駐車場（約5000台[43]）、駐輪場（約1600台[44]）が無料で利用可能[45]。
- 京奈和自動車道の橿原北ICから約8分、橿原髙田ICから約6分[46]。

詳細は公式サイト「交通アクセス」を参照。

## 備考
- 館内ではユニバーサルデザインを採用している。そのため、ノースモールの主要通路はカートや車椅子で移動しやすい磁器質タイルになっており[注釈 2]、館内サインは視線の中に自然に入る位置にある[47]。またエレベーターでは、腰掛け手すりを設置しているほか、階数表示の見やすさや操作ボタンの使いやすさに配慮がなされている[47]。
- 奈良県「第8回住みよい福祉のまちづくり施設賞」で優秀賞を受賞している[48]。